# Bruno Seillier
Bruno Seillier est un scénariste, scénographe, metteur en scène et directeur artistique français.  

## Formation et carrière
Diplômé en histoire de l'Institut catholique de Vendée et en gestion de l'université Paris Dauphine, il se spécialise dans la mise en valeur du patrimoine militaire 
et religieux par des spectacles.

## Scénographie
- En 1995, La légende de Jean le fol, joué l'été par 130 bénévoles dans la cour du château médiéval de Sévérac-le-Château en Aveyron[4].
- En 2002, 200 ans de gloire, en l'honneur du bicentenaire de l'École spéciale militaire de Saint-Cyr, au Château de Versailles[5].
- En 2003, pyrotechnique sur le Viaduc de Millau[6].
- En 2003, Maillezais, lumière du Marais, mêlant jeu de comédiens, projections d'images et scénographie dans l'abbaye de Maillezais[7].
- En 2005 à 2008, Anno Domini, spectacle de Noël à l'abbaye de Maillezais[8].
- En 2007, à l'abbaye de Maillezais, Les compagnons bâtisseurs, en plein air, composé de deux pièces de théâtre, Le Chantier et Les Statues. Le spectacle est joué chaque été de 2007 à 2012[9].
- En 2007 et 2008, au Haras de la Vendée, à La Roche-sur-Yon, A Christmas Carol[10], adaptation théâtrale du conte de Charles Dickens[11].
- En 2008 et 2009, sur la cathédrale de Luçon le son et lumière Lumière sur Richelieu. Dans le cloître du palais épiscopal, il crée Richelieu, l'ultime combat, spectacle mêlant comédiens et projections d'images[12].
- En 2011, il crée Les Secrets de la Chabotterie, une déambulation dans le logis de la Chabotterie animée par des comédiens[13].

En 2011, à l'occasion du Parvis des Gentils, une initiative du Conseil pontifical de la culture, il crée une scénographie pour la cathédrale Notre-Dame de Paris.
- En 2012, le son et lumière La Nuit aux Invalides[15],[16], avec les voix d'André Dussollier, Céline Duhamel et Jean Piat[17]. Le spectacle est parrainé par Max Gallo[18].

La version initiale salue les trois grands personnages qui ont marqué les Invalides (Louis XIV, fondateur des lieux, Napoléon, qui y repose, Charles de Gaulle, qui y installa l'Ordre de la Libération), une nouvelle version sur l'histoire de Paris est présentée en 2016, puis une nouvelle version pour le centenaire de la fin de la Première Guerre mondiale, et enfin une dernière version en 2021 et 2022 sur Napoléon, à l'occasion des 200 ans de sa mort.  
- De 2012 à 2016, au Palais des Papes d'Avignon le spectacle Les Luminescences d'Avignon[23].
- En 2013 et 2014, Les Écuyers du temps au château de Saumur, mêlant projection d'images, jeu de comédiens, cascadeurs et cavaliers[24].
- En 2016 au Grand Palais La conquête de l'air[25], un spectacle pour les 100 ans du groupe Dassault Aviation.
- En 2017 et 2018, son et lumière Dame de Cœur sur la cathédrale Notre-Dame de Paris[26],[27].
- De 2018 à 2020, La Cité des pierres vivantes, puis Le diamant de pierres, deux parcours nocturnes proposés l'été au château comtal de Carcassonne[28].

De 2018 à 2021, il crée Les Chroniques du Mont, un parcours nocturne déambulatoire, proposé l'été dans l'abbaye du Mont Saint Michel.
En mai 2019, il crée le spectacle des 130 ans de la Tour Eiffel.
En 2019, à l'occasion du centenaire de la consécration de la basilique du Sacré-Coeur de Montmartre, il crée un parcours scénographique dans la crypte de la basilique.
En 2020, il crée le spectacle du tricentenaire du 1er régiment de hussards parachutistes de Tarbes.
En novembre 2020, il crée Les Champs Élysées de la mer, un spectacle lumineux dans le chenal des Sables d'Olonne, à l'occasion de l'édition 2020 du Vendée Globe.
En 2021, 2022 et 2023, il crée Les Étoiles de Fontevraud, un parcours nocturne déambulatoire, proposé l'été dans l'abbaye de Fontevraud.
En 2021, il réalise le film Larzac, terres de chevaliers, projeté l'été dans la Commanderie de Sainte-Eulalie-de-Cernon en Aveyron.
En 2021 et 2022, il crée un parcours nocturne proposé l'été dans l'abbaye et les jardins de l'abbaye de Valloires.
En juillet 2022, il crée L'Esprit cavalier, spectacle du 172ème carrousel de Saumur.
En 2022, il crée Éternelle Notre-Dame, la première visite virtuelle de la cathédrale Notre-Dame de Paris. 
En 2024, il crée Raconte moi la France. La tournée du spectacle débute en octobre au zénith de Clermont-Ferrand. André Dussollier prête sa voix à la narration du spectacle et la chanson finale est composée par Vianney .